# Mathieu Kassovitz
Mathieu Kassovitz   (8è districte de París, 3 d'agost de 1967) és un actor, director de cinema, productor i guionista francès. Ha guanyat tres premis César: al millor actor revelació per Regarde les hommes tomber (1994), i a millor pel·lícula i millor muntatge per La Haine (1995).

## Trajectòria
Mathieu Kassovitz és fill de Peter Kassovitz, productor, director i guionista de cinema, i de Chantal Rémy, muntadora. La seva mare és catòlica francesa, mentre que el seu pare és un jueu hongarès que va fugir durant la revolució hongaresa de 1956. Mathieu s'ha descrit a si mateix com a «no jueu, però em vaig criar en un món d'humor jueu».

### Cineasta
Com a cineasta, Kassovitz ha aconseguit diversos èxits artístics i comercials. Va escriure i va dirigir La Haine (1995), una pel·lícula que tracta temes al voltant de la classe social, el racisme, la violència institucional i la brutalitat policial. La pel·lícula va guanyar el premi César a la millor pel·lícula, i Kassovitz havia guanyat abans el premi a la millor direcció al 48è Festival Internacional de Cinema de Canes.
Més endavant va dirigir Els rius de color porpra (2000), un thriller de detectius protagonitzat per Jean Reno i Vincent Cassel que va ser un altre gran èxit comercial a França, i Gothika (2003), un thriller de fantasia considerat per alguns com un fracàs comercial, tot i que va recaptar més de tres vegades el seu pressupost d'aproximadament 40 milions de dòlars, amb Halle Berry, Robert Downey Jr. i Penélope Cruz. Kassovitz va utilitzar els diners que va guanyar amb Gothika per a desenvolupar un projecte molt més personal: l'adaptació de Babylon babies, un dels llibres de Maurice G. Dantec, que finalment es convertiria en Babylon AD. Kassovitz va crear la productora cinematogràfica MNP Entreprise l'any 2000 «per a desenvolupar i produir els seus propis llargmetratges i representar-lo com a director i actor». Kassovitz va comprar els drets cinematogràfics de la novel·la Johnny chien méchant de l'escriptor congolès Emmanuel Dongala. L'adaptació cinematogràfica titulada Johnny Mad Dog, escrita i dirigida per Jean-Stéphane Sauvaire, es va estrenar al 61è Festival Internacional de Cinema de Canes el 2008 on es va projectar dins de la secció Un certain regard.
El 2011, va protagonitzar i dirigir L'ordre et la morale, una pel·lícula de guerra basada en la història real d'uns militars francesos que reprimeixen la població de Nova Caledònia, el territori d'ultramar sota dominació francesa.

### Actor
Kassovitz es va donar a conèixer fora de França amb el seu paper de Nino Quincampoix a la pel·lícula Amélie (2001) de Jean-Pierre Jeunet. També ha fet petits papers a La Haine (que també va dirigir), Birthday Girl i El cinquè element. Ha interpretat personatges protagonistes a Un héros très discret (1996) de Jacques Audiard i a Amen. (2003) de Costa-Gavras. Kassovitz també és conegut per interpretar un expert en explosius a la pel·lícula Munich de Steven Spielberg del 2005, al costat d'Eric Bana, Daniel Craig i Geoffrey Rush. Kassovitz va ser membre del jurat del 54è Festival Internacional de Cinema de Canes el 2001.
Des del 2015, Kassovitz protagonitza l'aclamada sèrie de thriller d'espionatge The Bureau, emesa a França per Canal+ i disponible internacionalment a Amazon Prime Video. Fins ara se n'han rodat cinc temporades.

## Vida personal

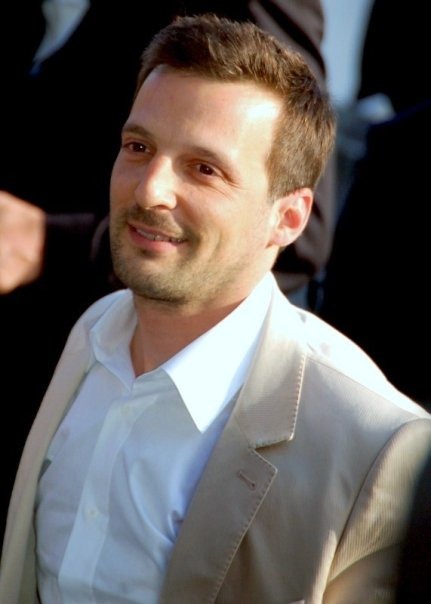
Kassovitz al Festival de Canes el 2008

Kassovitz estava casat amb l'actriu francesa Julie Mauduech, a qui va dirigir i actuar al seu costat a la pel·lícula Métisse de 1993, i també va fer una breu aparició a La Haine (durant l'escena de la galeria d'art parisenca).
El 2009, Kassovitz va guanyar amb un Tesla Roadster el Rallye Monte Carlo des Véhicules à Énergie Alternative en la categoria reservada als vehicles elèctrics. Kassovitz va ser un fervent crític de l'expresident Nicolas Sarkozy, a qui va descriure al seu blog com a «idees que no només revelen la seva inexperiència en la política i les relacions humanes, sinó que també il·luminen els aspectes purament demagògics i egocèntrics d'un insignificant Napoleó». En una entrevista de 2012, va titllar l'administració sortint de Sarkozy d'«horrible».
El 3 de setembre de 2023, mentre participava en un curs de formació a l'Autòdrom de Montlhéry, Kassovitz es va veure involucrat en un accident de moto «greu» que li va causar un traumatisme cranial i una fractura de pelvis.